# Bòrax
El bòrax (de l'àrab buraq, blanc) és un mineral de la classe dels borats compost d'aigua gairebé en un 50%. És una de les principals menes de bor. Va ser descobert el 1546 a Ladakh, Jammu i Caixmir, India. També és conegut pel nom que defineix la seva composició química: Borat de sodi o  tetraborat de sodi ; i també és anomenat de vegades tincal, nom que prové del sànscrit.

## Característiques
És un cristall blanc i suau que es dissol fàcilment en aigua. La seva fórmula química va ser actualitzada l'any 2025 a Na₂B₄O₅(OH)₄(H₂O)₈, degut a que a partir del mes de juliol de 2025 canvia la manera en que es mostren les molècules d'aigua a les fórmules depenent si els oxígens pertanyen a algun poliedre de coordinació o no. Si es deixa reposar a l'aire lliure, perd lentament la seva hidratació i es converteix en tincalconita: (Na₂B₄O₇·5H₂O). El bòrax comercial generalment es deshidrata en part.
Segons la classificació de Nickel-Strunz, el bòrax pertany a «06.DA: Nesotetraborats» juntament amb els següents minerals: tincalconita, hungchaoïta, fedorovskita, roweïta, hidroclorborita, uralborita, borcarita, numanoïta i fontarnauïta.

### Comportament químic
El bòrax té un comportament amfòter en solució, el que permet regular el pH en dissolucions i productes químics en base aquosa. La dissolució d'ambdues sals en aigua és lenta i a més a baixa concentració (6%). El bòrax té la propietat de dissoldre òxids metàl·lics quan aquest compost es fusiona amb ells. Té un millor comportament dissolt si el pH està entre 12 i 13, formant-se sals de BO2- en ambient alcalí.

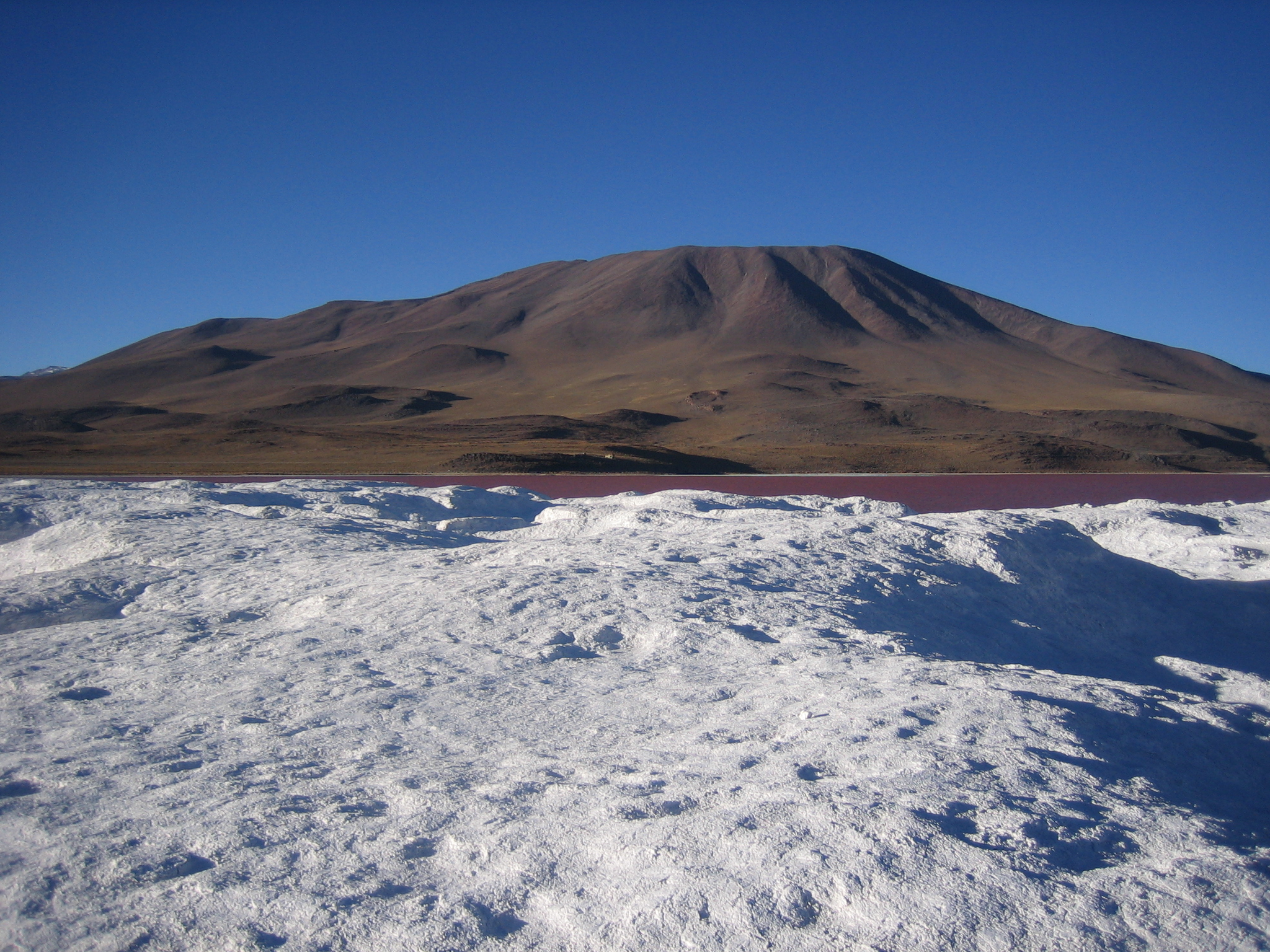
Vista de bòrax acumulat en la Laguna Colorada, Bolívia

## Formació
El bòrax s'origina de manera natural en els dipòsits d'evaporites produïts per l'evaporació contínua dels llacs estacionaris. Els dipòsits més importants es troben prop de Boron, Califòrnia i d'altres llocs del sud-oest americà, en les llacunes salines a Bolívia, el Desert d'Atacama a Xile, i el Tibet. El bòrax també es pot sintetitzar a partir d'altres compostos del bor. Es troba associat comunament a ulexita, trona, thenardita, nitratina, hanksita, halita, guix, glauberita, gaylussita, calcita i aftitalita.

## Usos
El Bòrax és el nom comercial de la sal de bor i se serveix en forma pentahidratada o decahidrada (5-10 mols d'aigua). Aquest producte és usat en manufactures de vidre, components de pintures, soldadures, preservant de fustes, desoxidant i com a ingredient en adobs foliars. El bòrax s'utilitza àmpliament en detergents, suavitzants, sabons, desinfectants i  pesticides. S'utilitza en la fabricació d'esmalts, vidre i ceràmica. També es converteix fàcilment en àcid bòric o en borat, que tenen molts usos. Una barreja de clorur de bòrax i amoni s'utilitza com a fundent (flux) en soldar ferro i acer. La seva funció és baixar el punt de fusió de l'òxid de ferro.
El bòrax també s'utilitza barrejat amb aigua com a fondent en soldar or, plata, etc. en joieria. Permet que el metall fos flueixi uniformement sobre el motlle, i conserva la brillantor i el polit de la peça a soldar. Ataca cert tipus de pedres semiprecioses com tota la família de les zirconites, destruint-se aquestes al contacte amb el bòrax i una alta temperatura, necessària per fondre el metall.
També és habitual el seu ús per adulterar l'heroïna.